# インド銀行
インド銀行（Bank of India、バンク・オブ・インディア）は、ムンバイに本部を置く国営商業銀行である。SWIFT（国際銀行間金融通信協会）の創設メンバー。

## 概要
インド銀行は、投資信託、ベンチャーキャピタル、預金サービス、地金取引、クレジットカードなどの商品を提供している。また、この銀行は財務業務、ホールセールバンキング業務、およびリテールバンキング業務の3つの事業セグメントで運営されている。財務業務には、証券取引業務、および外国為替業務を含む投資ポートフォリオ全般が含まれ、リテールバンキングは個人や中小企業を対象にした小口取引を含み、ホールセールバンキングは、リテールバンキングに含まれないすべての大口取引が含まれる。この銀行は、5,129の国内支店、5,690のATM、21の海外支店からなるネットワークを持っている。海外事業は5大陸に広がる22か国で展開しており、東京、シンガポール、香港、ロンドン、ドバイ、パリ、ニューヨークなどの主要な金融センターに60のオフィスがある。

## 歴史
- 1906年9月7日にムンバイの著名な実業家グループによって設立された。銀行はムンバイに1つのオフィスを持ち、払込資本金500万ルピーでスタートした。この銀行は、インドの資本によって設立されたインド初の銀行だった。
- 1921年、ボンベイ証券取引所と手形交換所の管理に関する契約を締結した。
- 1946年、ロンドンに国外支店を開設した最初のインドの銀行となった。 1950年から1962年の間に、同銀行は東京、大阪、シンガポール、ケニア、ウガンダ、イエメン、タンザニア、香港、ナイジェリアに支店を開設した。
- 1969年7月、他の13の銀行とともに国有化された。
- 1989年、国有銀行の中で初めて、ムンバイのマハラクシュミ（英語版）支店に完全にコンピュータ化された支店とATM施設を設立した。
- 1997年、初の公募債を発行し、4月30日に国内市場に上場した。
- 2002年、15億4200万ルピーの自己資本を政府に返還し、これにより同銀行における政府の持ち株は以前の76.5%から69.3%に減少した。
- 2008年から2009年にかけて、118の新しい支店を開設し、20の小規模店舗を本格的な支店に転換した。[1][4][6]

## 日本での状況
日本では1950年5月17日に東京支店、同年10月20日に大阪支店が開設。スタッフが常駐する設備の整った外国為替運用室を持ち、貿易金融、外国為替操作、送金、ローンおよびシンジケートに実績がある。インド関連ビジネス支援を専門としている。